# Шнайдер, Бернд (футболист)
Бернд Шна́йдер (нем. Bernd Schneider; 17 ноября 1973, Йена, ГДР) — немецкий футболист, полузащитник. Игрок сборной Германии. Более 10 лет — игрок футбольного клуба «Байер 04» из города Леверкузен.
26 июня 2009 года прервал свой контракт с «Байером» из-за травмы спины и объявил о завершении профессиональной карьеры.
Бернд имеет прозвище «Пожарный». Оно связано не с манерой игры, как можно подумать, а именно с деятельностью футболиста вне поля. Шнайдер входит в добровольную пожарную бригаду города Леверкузен.

## Карьера

### Клубная карьера
Шнайдер начал свою профессиональную карьеру в местном клубе «Карл Цейсс», помогая тюрингской команде оставаться во втором дивизионе, на протяжении пяти сезонов. Дебют Бернда за клуб состоялся 13 августа 1991 года, где он сыграл около 10 минут, а его команда в итоге проиграла «Дармштадту» (1:3).
Позже, Шнайдер отыграл один сезон в франкфуртском «Айнтрахте», а затем перешел в «Байер» и сумел утвердиться в качестве важного игрока в клубе, а также в сборной Германии. В 1999/2000 и 2001/02, он сыграл важную роль в сильной игре «Байера», выполнив 11 голевых передач, и забив 5 голов. В том сезоне он сыграл девятнадцать матчей, и сыграл в проигранном финале Лиги чемпионов в 2002 году.